# NUMMI
NUMMI（New United Motor Manufacturing, Inc., ヌーミ）は、トヨタ自動車とGMが合弁で設立した自動車の製造会社。1984年設立。工場はカリフォルニア州フリーモントにあった。

## 概説

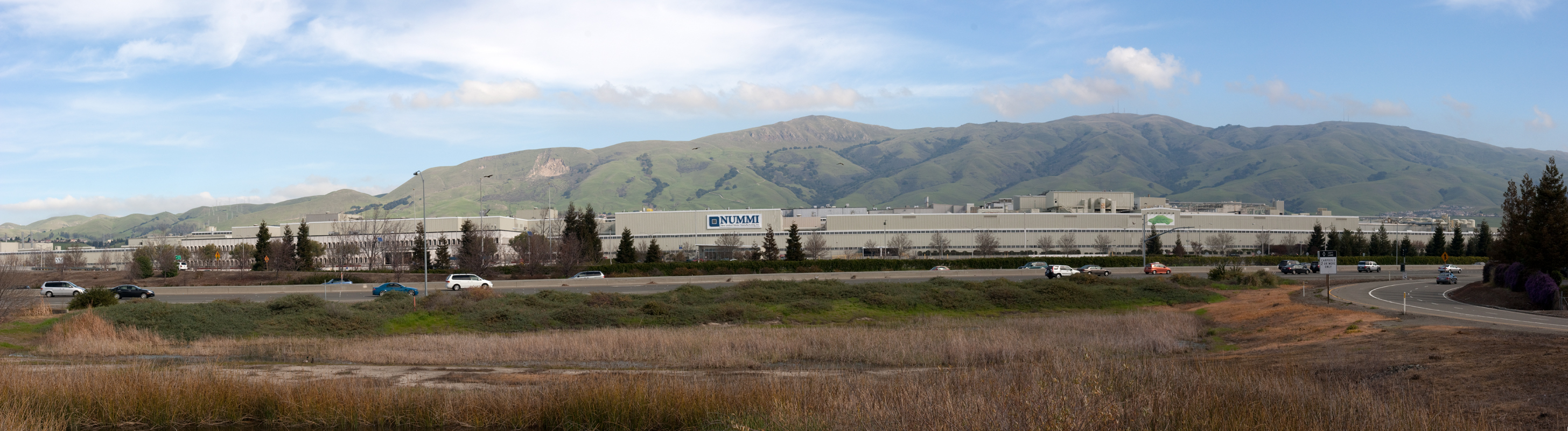
NUMMI概観

1980年代に巻き起こった、いわゆる日米貿易摩擦により、日本からの対米自動車輸出がこれ以上増加すれば、政治問題化して米国が日本からの輸入規制を実施する可能性があった。そこで日本の自動車産業界から「米国内に工場を設置することによって政治問題化を避けるべきだ」との声があがった。
この要請に応じたトヨタは、米国自動車企業のパートナー選びを行い、GMを選択した。トヨタはGMが持つアメリカでの製造・販売のノウハウを、他方GMにとってはトヨタが作り上げた生産技術である「かんばん方式」をそれぞれ学ぶことを目指すこととなった。
そして、1983年（昭和58年）2月に共同で合弁会社を設立することに関する覚書を締結し、翌年にNUMMIを設立した。
NUMMIは、1982年（昭和57年）にGMが閉鎖したカリフォルニア州フリーモントの工場を譲り受け、1984年（昭和59年）12月より本格的に生産を開始。その後、トヨタ、シボレー、ポンティアックなどのブランドの車の生産を数多く手がけている。2002年（平成14年）にはポンティアック・ヴァイブを右ハンドル化したトヨタ・ヴォルツを日本向けに生産。
2009年（平成21年）6月29日、破産後に再建のため国有化されたGMから、トヨタとの合弁事業の解消が発表される。この結果、NUMMIは「新GM」には引き継がれないことが決定し、GM側のポンティアック・ヴァイブも同年の第三四半期で生産を終了する。これを受け、トヨタはNUMMIの工場を閉鎖することを決定した。
閉鎖されたNUMMIの工場は、2010年（平成22年）よりトヨタ自動車とテスラ・モーターズによる電気自動車の共同生産に用いられている。それにともなって名称も「テスラ・ファクトリー」に変わった。

## これまでの主な生産車
- トヨタ・カローラ
- トヨタ・タコマ（ピックアップトラック）
- トヨタ・マトリックス
- シボレー・ノヴァ
- シボレー・プリズム
- ポンティアック・ヴァイブ（日本名:トヨタ・ヴォルツ）